# Hohenkirchen
Hohenkirchen es un municipio perteneciente a la ciudad de Klütz, situado del distrito de Mecklemburgo Noroccidental, en el estado federado de Mecklemburgo-Pomerania Occidental (Alemania), a una altitud de 33 metros. 

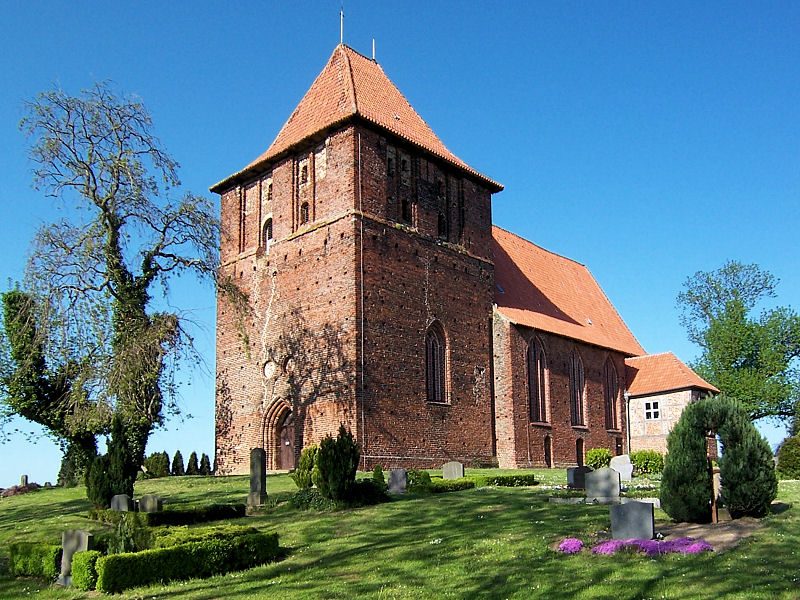
Iglesia de Hohenkirchen

Su población a finales de 2016 era de 1306 habs. y su densidad poblacional, 32 hab/km².